# European AIS Database
Die Datenbank des Europäischen Flugberatungsdienstes (engl. European Aeronautical Information Services Database (EAD)) ist eine zentrale Referenzdatenbank für qualitätsgesicherte Luftfahrtinformationen, die es Nutzern ermöglicht, AIS-Daten in Echtzeit abzurufen und herunterzuladen. Sie bietet sofortigen Zugriff auf die aktuellsten digitalen Luftfahrtinformationen aus den Bereichen ECAC und ECAC+, auf Notices to Airmen (NOTAMs), Pre-Flight Information Bulletins (PIBs), Briefing Facility Services und die AIP-Bibliothek.
Das EAD ist das weltweit größte Aeronautical Information Management (AIM)-System.